# Saint-Pierre-Chérignat
Saint-Pierre-Chérignat – miejscowość i gmina we Francji, w regionie Nowa Akwitania, w departamencie Creuse.
Według danych na rok 1990 gminę zamieszkiwało 218 osób, a gęstość zaludnienia wynosiła 9 osób/km² (wśród 747 gmin Limousin Saint-Pierre-Chérignat plasuje się na 416. miejscu pod względem liczby ludności, natomiast pod względem powierzchni na miejscu 259.).